# Rhododendron annae
Rhododendron annae (桃叶杜鹃) es una especie de planta herbácea perteneciente a la familia de las ericáceas. 

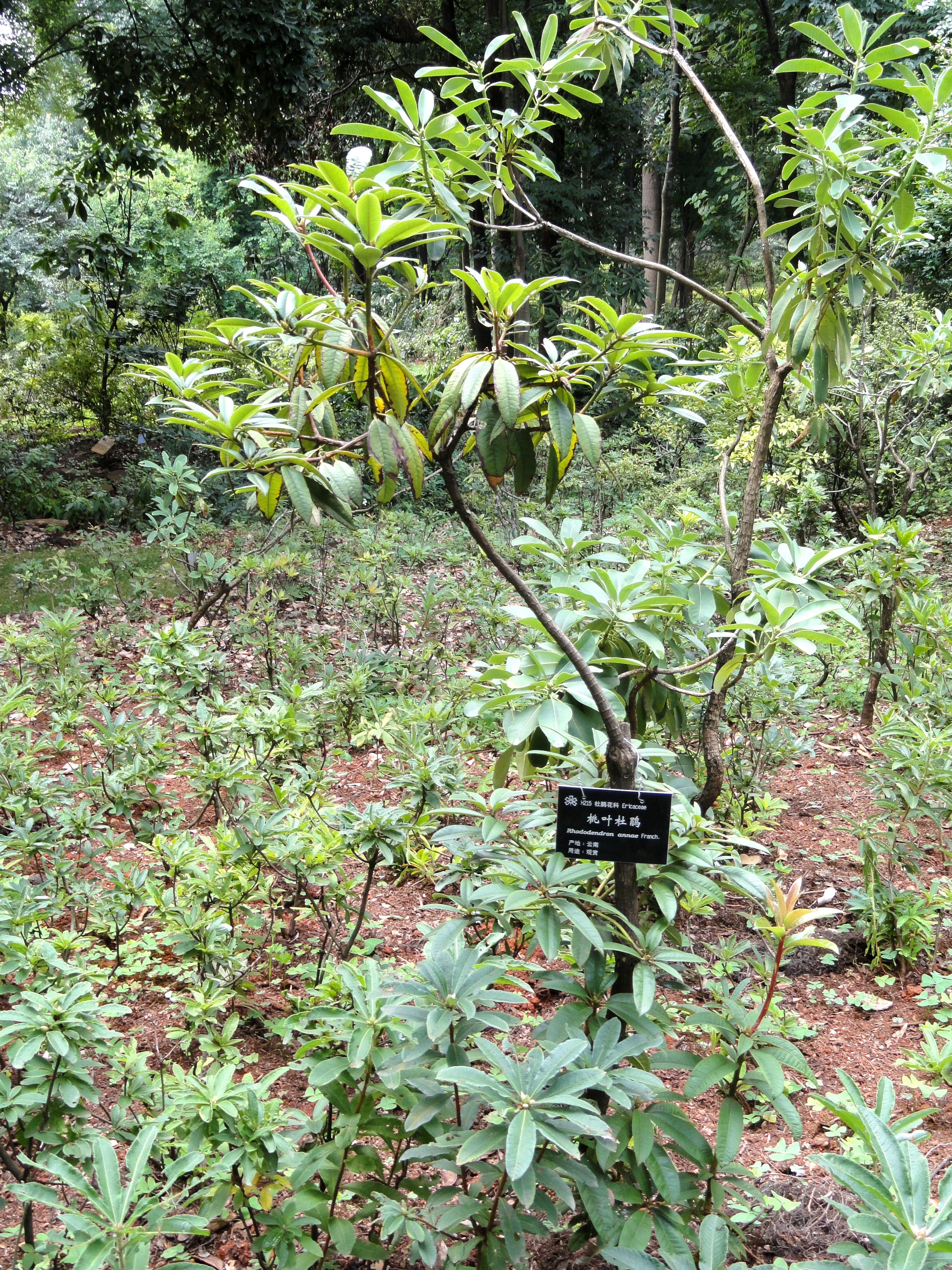
Vista de la planta

## Distribución y hábitat
Es originaria de Guizhou y oeste de Yunnan, China, donde crece a una altitud de 1200–3000 metros. 

## Descripción
Es un arbusto que alcanza un tamaño de 1.5–2 m de altura, con hojas coriáceas que son estrechas lanceoladas, a obloga-elípticas de 7–10 por 2–3.7 cm de tamaño. Las flores son predominantemente de color blanco.

## Taxonomía
Rhododendron annae fue descrita por Adrien René Franchet y publicado en Journal de Botanique (Morot) 12(15–16): 258. 1898.
Etimología
Rhododendron: nombre genérico que deriva de las palabras griegas ῥόδον, rhodon = "rosa" y δένδρον, dendron = "árbol".
Sinonimia
subsp. laxiflorum (Balf. f. & Forrest) T.L. Ming
- Rhododendron hardingii Forrest ex Tagg
- Rhododendron laxiflorum Balf. f. & Forrest	[2]